# Kassemia
Kassemia – rodzaj chrząszczy z rodziny karmazynkowatych i podrodziny Lycinae.
Rodzaj ten opisany został w 1998 roku przez Ladislava Bocáka, który jego gatunkiem typowym wyznaczył gatunek Kassemia oculata.
Chrząszcze te mają ciało ciemnobrązowe do brązowego z wyraźnie jaśniejszą (jasnożółtą do brązowej) barkową ¼ pokryw. Głowa mała, pozbawiona ryjka. Żeberka na przedpleczu tworzą siedem komórek. Na pokrywach pierwsze podłużne żeberko pierwszorzędowe skrócone, tak że pośrodku długości pokrywy obecne tylko trzy żeberka podłużne.
Wszystkie znane gatunki są endemitami Nowej Gwinei. Należą tu 4 opisane gatunki:
- Kassemia oculata Bocak, 1998
- Kassemia rufithorax Bocak, 1998
- Kassemia wauensis Bocak, 1998
- Kassemia sedlacekiae Bocak, 1998